# Odontochilus tashiroi
Odontochilus tashiroi är en orkidéart som först beskrevs av Carl Maximowicz, och fick sitt nu gällande namn av Tomitaro Makino. Odontochilus tashiroi ingår i släktet Odontochilus och familjen orkidéer.
Artens utbredningsområde är Nansei-shoto. Inga underarter finns listade i Catalogue of Life.